# Ville-en-Tardenois
Ville-en-Tardenois är en kommun i departementet Marne i regionen Grand Est (tidigare regionen Champagne-Ardenne) i nordöstra Frankrike. Kommunen ligger i kantonen Ville-en-Tardenois som tillhör arrondissementet Reims. År 2022 hade Ville-en-Tardenois 648 invånare.

## Befolkningsutveckling
Antalet invånare i kommunen Ville-en-Tardenois
| Referens: INSEE |